# Йоганн Мюллер (футболіст)
Йоганн Мюллер (нім. Johann Müller, 22 березня 1912, Відень — ?) — австрійський футболіст, що грав на позиції півзахисника. Відомий виступами у складі клубу «Флорідсдорфер» і збірної Австрії.

## Клубна кар'єра
З 1933 і по 1936 рік виступав у складі клубу «Флорідсдорфер». Грав у півзахисті разом з Карлом Цервенкою і Францом Радаковичем. Найвищим результатом у чемпіонаті, якого досягла команда в цей час було 7 місце у 1934 і 1935 роках. У кубку Австрії у складі «Флорідсдорфера» був півфіналістом у 1934 році, коли команда поступилась «Адмірі» (0:1).
У 1934 році клуб виграв кваліфікаційний турнір до кубка Мітропи, обігравши клуби «Вінер АК» (1:0) і «Відень» (0:0, 2:1). У самому турнірі для провідних клубів Центральної Європи «Флорідсдорфер» зустрівся з сильним угорським «Ференцварошем». Уже у першому матчі в Будапешті фаворит упевнено здобув перемогу з рахунком 8:0. У матчі-відповіді австрійці певний час вели в рахунку, але все ж також поступилися з рахунком 1:2.
У сезоні 1936/37 грав у команді «Лібертас», з якою вилетів у нижчий дивізіон, зігравши у сезоні 17 матчів.
Пізніше повернувся у команду «Флорідсдорфер», де виступав тривалий час. Виспутав у півзахисті з молодою зіркою австрійського футболу Ернстом Оцвірком.

## Виступи за збірну
У складі збірної Австрії дебютував у віці 32 років у поєдинку зі збірною Угорщини (0:2) 19 серпня 1945 році. На наступний день команди провели ще один матч, що завершився перемогою угорців з рахунком 5:2 і у якому Мюллер зіграв тільки один тайм.
| Дата       | Місто    | Господарі | Результат | Гості   | Турнір           | Голи | Примітки |
| ---------- | -------- | --------- | --------- | ------- | ---------------- | ---- | -------- |
| 19/08/1945 | Будапешт | Угорщина  | 2 – 0     | Австрія | товариський матч | -    |          |
| 20/08/1945 | Будапешт | Угорщина  | 5 – 2     | Австрія | товариський матч | -    | 46'      |
| Усього     |          | Матчів    | 2         |         | Голів            | 0    |          |

### Статистика виступів у кубку Мітропи
| №                      | Розіграш               | Стадія                 | Дата та місце проведення | Команда 1              | Рахунок | Команда 2     | Голи |
| ---------------------- | ---------------------- | ---------------------- | ------------------------ | ---------------------- | ------- | ------------- | ---- |
| 1                      | 1934                   | 1/8                    | 17.06.1934 Будапешт      | Ференцварош            | 8:0     | Флорідсдорфер |      |
| 2                      | 1934                   | 1/8                    | 23.06.1934 Відень        | Флорідсдорфер          | 1:2     | Ференцварош   |      |
| Всього у кубку Мітропи | Всього у кубку Мітропи | Всього у кубку Мітропи | Всього у кубку Мітропи   | Всього у кубку Мітропи | 2       |               | 0    |